# 迪圖爾冰原島峰
77°8′S 160°58′E / 77.133°S 160.967°E
迪圖爾冰原島峰（英語：Detour Nunatak），是南極洲的冰原島峰，位於維多利亞地的斯科特海岸，處於弗雷澤冰川和麥基冰川之間，在1957年由新西蘭探險隊命名，現時由南極條約體系管理。